# Scotia (Carolina del Sud)
Scotia è un comune degli Stati Uniti d'America, situato in Carolina del Sud, nella Contea di Hampton.